# Huntsville (Arkansas)
Huntsville város az USA Arkansas államában. Lakosainak száma 2879 fő (2020. április 1.).

## Népesség
A település népességének változása:

| 2010 | 2 346 |
| 2020 | 2 879 |